# Біблійне богослов'я
Біблі́йне (бібле́йське) богосло́в'я є систематизацією віровчительних положень Біблії у зв'язку з конкретною історією двох Заповітів. Біблійне богослов'я — порівняно молода наука серед теологічних дисциплін. До XVIII століття у богословських системах цитатами з Писання користувалися найчастіше без уваги до їхнього історичного значення і того справжнього сенсу, який вони мають у Біблії (А. С. Лебедєв). Увага до цілісного розуміння Писання було привернена завдяки працям німецьких пієтистів, зокрема Йоганна-Альбрехта Бенгеля.

## Виникнення
Як самостійна наука біблійне богослов'я виникло у протестантському середовищі. Початок йому був покладений в роботах Йоганна Габлера. Головним методом цього богослов'я стало «тлумачення Біблії через саму ж Біблію». Цей метод природно випливав із протестантського погляду на Писання як на єдине джерело Одкровення. Через це православні та католицькі біблеїсти довгий час ставилися до біблійного богослов'я обережно, побоюючись, що через нього буде проникати протестантський вплив. Пізніше стало очевидно, що ця богословська дисципліна не скута абсолютною залежністю від протестантизму. Вона взагалі не може бути цілком відстороненою, а завжди несе на собі відбиток тієї чи іншої конфесії. Подібно до того як може існувати раціоналістичне і протестантське біблійне богослов'я, воно може розвиватися на православній або католицькій основі.

## Дослідники
Аспекти православного біблійного богослов'я вивчалися у роботах М. Богословського, Д. Введенського, М. Поснова, В. Велтистова, О. О. Глаголєва, М. Глубоковського, А. С. Лебедєва, І. Олесницького, В. Соловйова, М. Тареєва, С. Трубецького, єп. Хрисанфа, П. Юнгерова та інших.
Серед католицьких авторів, що займалися біблійним богослов'ям можна назвати Луї Бує, Жана Даніелу, Альбера Желена, Джона Маккензі, Жоржа Озу, Клода Тремонтана, Вілфріда Гаррінгтона.
Найбільш розвинене біблійне богослов'я, природно, у протестантів, оскільки воно має у них довгу історію. Найвпливовіші серед протестантських вчених 20 століття були Рудольф Бультман, Йоахім Єреміас, Ганс Концельманн, Оскар Кульманн, Герхард фон Рад, Гарольд Роулі, Вальтер Айхродт.

## Предмет науки
Біблійне богослов'я розглядає віровчення Писання у двох аспектах: 1) у плані єдності Слова Божого і 2) у плані історичного різноманіття його виражень у Писанні. Багато в чому біблійне богослов'я перетинається з догматичним богослов'ям та порівняльно-релігійним вивченням Біблії.

### Єдність Слова Божого
Єдність Слова Божого ґрунтується на вірі, що з самого початку богоодкровенної релігії її свідчення йшло від Єдиного Бога, Який діє в історії світу, відкриває Себе і Свою волю людям. Саме Він є ініціатором діалогу та Заповіту. Він закликає апостолів, як колись закликав Авраама, Мойсея, пророків. У відповідь на Свій заклик Бог чекає від людей повної і безмежної віри (від віри Авраама до віри в Ісуса Христа, котра надихала апостолів). Бог є Цар світу, але таємниця Царства Його розкривається поетапно (від обітниці царства Давида — до благовістя Царства Божого, яке звучить у проповіді Ісуса Христа, і кінцевого торжества його, символічно зображеного в Апокаліпсисі).
Діяння Бога здійснюються насамперед в історії людства. Він створює у цій історії народ (Церква), з яким укладає Заповіт (від Заповіту з Ноєм і Авраамом до Нового Заповіту Ісуса Христа). Заповіт містить в собі обітницю, пророцтво про прийдешнє єднання Бога і людини в Царстві Божому. Ця обітниця проходить наскрізною темою по всій Біблії, починаючи від історії Авраама. У той же час обітниця не виключає школи скорбот, через котру повинні пройти вірні. З одного боку, це напоумлення тим, хто зрадив Богу (поневіряння Ізраїля пустелею, Полон, руйнування Храму), а з іншого — це випробування віри (Йов, пророк Єремія; пор. слова Христа: «у світі будете мати скорботу», Йн 16:33). У цих випробуваннях зберігається залишок обраних, ядро істинної Церкви. Саме заснування Церкви як народу Божого є волею Творця, що поєднує обидва Заповіти. В обох Заповітах «народ святий» призначений на служіння Божественному домобудівництву. Однак у Старому Заповіті він обмежений національними рамками, а в Новому стає вселенським народом, де немає ні елліна, ні юдея. Як нагадування про Заповіт і покликання Церкви Бог заповідає обряди та богослужіння (від першої жертви до Євхаристійної Жертви Нового Заповіту). Утім, без дотримання заповіді любові до Бога і ближнього обряди втрачають сенс. Стрижнем біблійного богослов'я обох Заповітів є есхатологічне вчення про Царство і його Царя — Месію (Христа). У Христі з'єднується і обітниця Заповіту (Бог входить через втілення у найтіснішу єдність з людиною), і явлення Царства, котре «непримітним чином» приходить у світ і очікується у славі в прийдешньому. Людина, котра відпала через гріх від Бога, повернеться до Нього спокутною силою Боголюдини Христа.
На єдність Біблії вказують і найважливіші її символи: жертва — Євхаристія; єлей помазання — таїнство Святого Духа; води очищення — вода хрещення; покладання рук — посвята служителів Церкви; творче Слово Боже, Слово Одкровення — втілене Предвічне Слово; кров як символ життя — Кров Месії, що віддає Себе «за життя світу»; дні творіння, День Господній у Старому Заповіті — «день» Ісуса Христа, «день» Суду Месії.
Про єдність Біблії свідчить аналіз найважливіших біблійних понять, котрі у своєму словесному вираженні відрізняються від сучасних. Наприклад, пізнання (євр. ידע, ЙАДА — пізнавати) — поняття, котре має багато сенсів (знати, бути впевненим, пізнавати, в тому числі жінку); слава (євр. כבוד, КАВОД) означає прояв божественної могутності у світі; святість (євр. קדוש, КАДОШ — святий) — несумірність Бога з творінням, а у відношенні до творіння — посвячення Богу; правда, або істина (євр. אמת, ЕМЕТ), означає вірність моральним заповітам. Ці та подібні їм специфічні біблійні поняття поглиблювалися у своєму значенні в розвитку священної історії спасіння.
Тематично біблійне богослов'я можна розділити на вчення:
1) про Бога як такого (Біблійні імена Бога);
2) про Бога, що проявляється в акті творіння і в промислі про світ;
3) про Бога як Спасителя (Біблійна христологія) і Творця народу Божого (Церкви);
4) про природу, покликання і долю людини (Біблійна антропологія)
5) про гріх і праведність
6) про посмертну долю людей
7) про есхатологію, останній Суд і Царство Боже.
Усі ці теми тісно переплітаються між собою, причому повне розкриття їх у рамках біблійного богослов'я досягається лише тоді, коли це богослов'я виходить з усього обсягу Писання. У Біблії одні книги доповнюють інші (наприклад, песимізм Книги Екклезіаста може бути оцінений лише на тлі всього біблійного контексту).
Біблійне богослов'я змушене рахуватися з фактом виключної стриманості священних авторів, коли мова йде про внутрішньобожественну таємницю. Біблія не пропонує метафізичних міркувань про природу Божества; Бог Живий явлений у ній переважно у його діях по відношенню до світу. Тим не менш, вже у Старому Заповіті знаходиться підґрунтя тринітарного догмату (вчення про Духа, Слово і Премудрість Божу). Хоча Бог позамежний і незбагненний, Він частково відкривається в особливих теофаніях; у повноті ж «Бога не бачив ніхто ніколи». Явив Його миру «Єдинородний Син, сущий у лоні Отця» (Ів. 1:18). Властивості Сущого описуються в Біблії переважно катафатично, за допомогою земних понять (справедливість, доброта, любов, ревнощі, праведність), і навіть з допомогою антропоморфізмів. Це пов'язано в першу чергу з тим, що Писання сповіщає не абстрактні істини, а вчить жити перед обличчям Божим (наприклад, Боже милосердя є ідеал для людини: Лк. 6:36; єднання Отця і Сина є образ для єднання вірних у любові: Ів. 17:21).

### Історичне різноманіття виражень Слова Божого
Біблійне богослов'я також розглядає відмінність конкретних біблійних традицій у їхньому історичному розвитку, встановлюючи особливості богослов'я Закону, Пророків і учительних книг, а також богослов'я Євангелій і послань апостолів. При цьому вивчається богослов'я як окремих священних письменників (наприклад, пророка Амоса, пророка Єремії, євангеліста Луки, євангеліста Івана), так і цілих шкіл (пов'язаних, наприклад, з ім'ям пророка Ісаї або з апокаліптичною традицією). Мета такого вивчення — найбільш точно встановити, що мав на увазі той чи інший священний автор або група авторів у своєму творі. Для цього необхідно якомога точніше встановити датування, історичні обставини виникнення текстів, а також вирішити інші ісагогічні питання.
У цій області біблійного богослов'я намітилося два основні напрями. Одне вивчає богослов'я окремих частин Писання як порівняно незалежні традиції, підкреслюючи їхню своєрідність (прикладом можуть служити праці Г. фон Рада). Часом ці традиції протиставляються одна одній (наприклад, до недавнього часу богослов'я пророків вважалося опозиційним богослов'ю законовчителів і духовенства). Інші, навпаки, визнаючи особливості авторів і шкіл Письма, знаходять між ними суттєвий зв'язок (так, Сігмунд Мовінкель довів його у випадку пророків і священиків). У новозавітному богослов'ї було прийнято проводити різку грань між синоптиками і писаннями Івана. Так само зроблені спроби дати характеристику особливих рис богослов'я апостола Марка (Вільям Вреде) та інших синоптиків (Гюнтер Борнкамм, Ганс Концельманн). Спеціальну область являє собою реконструкція цілісного богослов'я апостола Павла. У ньому також намагалися знайти риси, що протиставляють його Євангелію. Але при всій цінності виявлення характерних особливостей богонатхненних авторів рано чи пізно виявлялося, що духовна єдність, що зв'язує їх, вище всіх відмінностей. Образно кажучи, Писання є своєрідний свідок «передекуменізму», де різні точки зору зустрічаються в єдиному руслі божественного Одкровення.
Порівняльно-релігійні дослідження, особливо у сфері історії та культури Стародавнього Сходу, допомагають біблійному богослов'ю засвоїти мову символіки, котра була використана священними письменниками. Це, у свою чергу, допомагає виділити вічну смислову основу Одкровення, що стоїть за формами, котрі пов'язані з умовами минулих історичних епох.
У певному сенсі можна сказати, що біблійне богослов'я увінчує всю будівлю біблійної науки про Священне Писання, бо ісагогіка та екзегеза слугують одній меті — розуміння і сприйняття Слова Божого, даного у Біблії.